# الهندوسية واليهودية
الهندوسية واليهودية من أقدم الديانات في العالم. يتشاركان بعض أوجه التشابه ويوجد تفاعل بينهما في العالمَين القديم والحديث.

## التشابه اللاهوتي
كثرت الجهود البحثية لمقارنة الهندوسية واليهودية خلال عصر التنوير، في خضم النقاشات حول الربوبية. تقول هانانيا غودمان إن الهندوسية واليهودية لعبتا دورًا مهمًا في المناقشات الأوروبية حول الوثنية والروحانية والفطرة ونظريات العرق واللغة والأساطير وما إلى ذلك.
يرى بعض الباحثين أن كلا الديانتين عرقيتان لا تشجعان على التحول الديني. ومع ذلك، ينتشر أتباعهما في جميع أنحاء العالم. توجد عناصر مشتركة بين الديانتين ففي كليهما نظام معقد من القوانين وتعاليم طهارة وتقييدات في الأطعمة محدِدة للمجتمع.
جرت المقارنة بين اليهودية والبرهمية من قبل أوشو راجنيش وستيفن روزن في كتبهما. يستشهد الباحثان بأوجه التشابه بين البرهميين واليهود الذين يعتبرون أنفسهم «شعب الله المختار». يضيف روزن أن البرهميين كان لديهم «مجتمع كهنة» بينما كان لليهود «مملكة كهنة».
يقول ديفيد فلوسر إن حكاية إبراهيم تشابه قصة موجودة في الأبانيشاد في جوانب كثيرة، موضحًا أنه «يمكن أن يكتشف المرء أوجه التشابه بين الأبانيشاد وأسطورة إبراهيم بسهولة».

يناقش عالم الأحياء الأمريكي قسطنطين صموئيل رافينسك (1783- 1840) في كتابه «الأمم الأمريكية» أوجه التشابه في اللغة والتقاليد بين الديانتين. ويكتب في أحد الفصول:
«نوح- عندنا هو نه أو نو أو نوح بلفظ اليهود، وأحيانًا منوه، وهو اللفظ نفسه عند الهندوس! وكلها تعني «راحة»، إضافة إلى معاني أخرى جانبية: المشرِع أو جمع الناس أو جمع البشرية. قوانين منو محفوظة عند الهندوس: وإليه أيضًا يُنسب مضمون الفيدا، والتاريخ الموسوي كله حتى اقتراب وفاته، ولكن لدى الهندوس أكثر من منو واحد؛ آدم وشيث كانا «منو»، سُميا أديمو وساتيا».

## النصوص المقدسة
قدمت باربرا هولدريج تحليلًا مقارنًا في كتاباتها، حول دور النصوص المقدسة في التقاليد البرهمية والربانية والكابالية، وأشارت إلى أن المفاهيم الكونية في النصوص المقدسة في الفيدا والتوراة ليست مجرد تدويناتٍ نصية محدودة، وإنما واقع كوني متعدد المستويات يحتضن الأبعاد التاريخية والماورائية. وتضيف هولدريج أن المكانة المقدسة وسلطة ووظيفة النصوص المقدسة في هذه التقاليد تشكلها إلى حد ما تلك المفاهيم ولهذا تكون هذه الدراسة ضرورية لفهم دور الفيدا والتوراة إذ نجد فيهما إشارات نموذجية حول تقاليدهما الخاصة.  
تحمل اليهودية بمفهومها التوحيدي للإله، بعض أوجه التشابه مع النصوص الهندوسية التي تُعتبر توحيدية، كالفيدا. في اليهودية الله متسامٍ، أما في الهندوسية الله دائم الوجود ومتسامٍ.
في اليهودية، يُطلق على الرب اسم يهوه، ويعتبر سفر التثنية الرب «إله الآلهة ورب الأرباب».
توجد عند الطوائف الهندوسية المختلفة مجموعة متنوعة من المعتقدات حول طبيعة وهوية الله، تشمل هذه المعتقدات المختلفة التوحيد وتعدد الآلهة والواحدية ووحدة الموجود. وفقا للأبانيشاد وماهابهاراتا وبعض ما ورد في البورانا، نارايانا هو الإله الأعلى. اليوم، تعتبر الطائفة الفيشنوية أن فيشن هو الإله الأعلى، أما في الشيفاوية فالإله الأعلى هو شيفا.
في اليهودية، الله كيان مطلق، لا يُجزأ ولا يُضاهى، وهو الغاية النهائية لكل الوجود. في الهندوسية، يُنظر إلى الآلهة بشكل مماثل حين تكون مميزة، ولكن يمكن أيضًا اعتبارها «جوانب أو مظاهر لإله واحد متسامٍ» أو «مطلق لا شخصاني».
يشير برنارد جاكسون إلى مدى إلزام أفراد المجتمع بالقوانين والعادات والأوامر الملكية في الهالاخاه في التقاليد اليهودية وفي الدارماشاسترا عند الهندوس. ويضيف جاكسون أن القانونين اليهودي والهندوسي يدلان على وجود حساسية كبيرة في التفاعل بين الأعراف المحلية وقانون السلطة. يقول جاكسون إن في كلتا الديانتين، لا يعني تدوين مجموعة من القواعد بالضرورة فرض تنفيذها بالكامل أو حتى معظمها، وأن القوانين المرتبطة بالسلطة الملكية لم تكن بالضرورة قانونية. يقول ويندي دونيجر إن الهندوسية واليهودية متشابهتان في ميلهما نحو استقامة الفعل مقابل استقامة الإيمان.

## العلاقات

### عبر التاريخ
وُثق التواصل التجاري والثقافي قديمًا بين الهند وبلاد الشام في رحماني بحر إريترا (دليل ملاحي) والروايات حول بلقيس ملكة سبأ في الكتاب العبري.
يرى عدد من الباحثين أن بهافيشيا بورانا تنبأت بموسى نبي اليهود، ويوجد ما يماثل ذلك في الفيدا.

ترجع العلاقات التجارية بين المجتمعين إلى نحو عام 1000 ق.م. بل حتى زمن حضارة وادي السند في شبه القارة الهندية والثقافة البابلية في الشرق الأوسط. تصف قصة بوذية التجار الهنود الذين يزورون بافيرو (بابل) ويبيعون الطواويس للعرض أمام الناس. بشكل مشابه، تصف روايات أقدم القرود المعروضة للعامة. وفقًا لشايم مناحيم رابين، دُونت الصلة بين إسرائيل القديمة وشبه القارة الهندية، في عهد الملك سليمان (القرن العاشر قبل الميلاد) في سفر الملوك الأول (10.22):
«لأنه كان للملك في البحر سفن ترشيش مع سفن حيرام. فكانت سفن ترشيش تأتي مرة في كل ثلاث سنوات. أتت سفن ترشيش حاملة ذهبًا وفضة وعاجًا وقرودًا وطواويس».
تظل دراسات العهد القديم مفيدة في تتبع تاريخ وثقافة الشرق الأوسط. كان العهد القديم مفيدًا أيضًا لفهم العلاقات بين تقاليد هاتين الديانتين. يشير التحليل الجغرافي لإسرائيل إلى أن مؤلفي العهد القديم كانوا يتكلمون عن الهند، حيث بيعت الحيوانات مثل القرود والطواويس. استمرت الروابط التجارية بين الهند وفلسطين والمجتمعات اليهودية المتوسطية، ولاحقًا، تبادلت لغتا الثقافتين بعض أوجه التشابه اللغوي.

### حديثًا
لم يتعرض اليهود للاضطهاد من قبل الهندوس إطلاقًا، ولا توجد سجلات عن هندوس واجهوا اضطهادًا على أيدي اليهود. دُعم إنشاء إسرائيل لتكون دولةً يهودية من قبل القوميين الهندوس، وعلى الأخص إم إس غولووكر الذي قال:
«حافظ اليهود على عرقهم ودينهم وثقافتهم ولغتهم. كل ما أرادوه هو أرضهم الطبيعية لإتمام قوميتهم».